# Купа на България по футбол за жени
Националната купа на България по футбол за жени е турнир организиран за пръв път през 1986 година от БФС. Рекордьор по спечелени купи е отборът на ЖФК „НСА“ (София).

## Носители
- 1986 – „Тракия“-Пловдив
- 1987 – ЦФКА „Средец“
- 1988 – „Славия“
- 1989 – „Академик“-София
- 1990 – ЦСКА
- 1991- ФК Гранд хотел Варна
- 1992 – ФК „НСА“ (София)
- 1993 – „Нефтохимик“-Бургас
- 1994 – ЖФК „НСА“ (София)
- 1995 – ФК Гранд хотел Варна
- 1996 – „Локомотив“-Пловдив
- 1997 – ЖФК „НСА“ (София) - Порт (Варна) 3 - 2
- 1998 – ФК Гранд хотел Варна
- 1999 – ФК Гранд хотел Варна
- 2000 – ФК Гранд хотел Варна
- 2001 – ЖФК „НСА“ (София)
- 2002 – ФК Ел Пи Суперспорт
- 2003 – ФК Ел Пи Суперспорт
- 2004 – ЖФК „НСА“ (София)
- 2005 – ФК Ел Пи Суперспорт
- 2006 – ФК Ел Пи Суперспорт
- 2007 – ЖФК „НСА“ (София) – ФК Ботев (Пловдив) 8 – 0
- 2008 – ЖФК „НСА“ (София) – ФК Болярки (Велико Търново) 4 – 0
- 2009 – ЖФК „НСА“ (София) – ФК Ел Пи Суперспорт 3 – 1
- 2010 – ЖФК „НСА“ (София) – Берое (Стара Загора) – 4:1
- 2011 – ФК Олимпия (София) – ФК „НСА“ (София) – 3:2
- 2012 – ЖФК „НСА“ (София) – ФК Олимпия (София)-3-2
- 2013 – ЖФК „НСА“ (София) – Екокомет'90 – Пловдив – 6:0
- 2014 – ЖФК „НСА“ (София) – ФК Спортика-Благоевград -3-1
- 2015 – ЖФК „НСА“ (София) – ФК Ел Пи Суперспорт 1 – 1; 4 – 3 сл.дузпи
- 2016 – ЖФК „НСА“ (София) – ФК Спортика-Благоевград -3-1
- 2017 – ЖФК „НСА“ (София) – ФК Ел Пи Суперспорт 3 – 1
- 2018 – ЖФК „НСА“ (София) – ФК Спортика-Благоевград -2-0
- 2019 – ЖФК „НСА“ (София)  – ФК Спортика-Благоевград -3-2[1]
- 2020 – не се провежда.
- 2021 – ЖФК„НСА“ (София) – ФК „Барокко“ (София) 4 – 0
- 2022 – ЖФК„НСА“ (София) – Локомотив Стара Загора 2 – 0
- 2023 – не се провежда.
- 2024 – не се провежда.

## Класиране по купи
| Отбор                   | Купи |
| ----------------------- | --- |
| НСА (София)             | 19 (1992, 1994, 1997, 2001, 2004, 2007, 2008, 2009, 2010, 2012, 2013, 2014, 2015, 2016, 2017, 2018, 2019, 2021, 2022) |
| ЖФК Варна               | 6 (1991, 1995, 1998, 1999, 2000, 2002)                                                                                |
| ЕлПи Суперспорт (София) | 3 (2003, 2005, 2006)                                                                                                  |
| ЦСКА (София)            | 2 (1987, 1990) |
| Тракия-Пд               | 1 (1986) |
| Славия                  | 1 (1988) |
| Академик                | 1 (1989) |
| Нефтохимик Бургас       | 1 (1993) |
| Локомотив Пловдив       | 1 (1996) |
| Олимпия София           | 1 (2011) |